# Delhi Municipal Baseball Park
 (avril 2025).
Si vous disposez d'ouvrages ou d'articles de référence ou si vous connaissez des sites web de qualité traitant du thème abordé ici, merci de compléter l'article en donnant les références utiles à sa vérifiabilité et en les liant à la section « Notes et références ».
Le Delhi Municipal Baseball Park est un stade de baseball situé à Delhi, localité de l'État de Louisiane, aux États-Unis.
Construit en 1948, premier stade de baseball de la ville et financé par la population, il est emblématique du développement du baseball dans les localités de cette région rurale de Louisiane.
Il a été le domicile du club amateur local, les Oilers de Delhi. Il est, du fait de son importance historique, protégé au Registre national des lieux historiques depuis 2000.